# صغایش
صغایش یکی از روستاهای استان آذربایجان شرقی است که در دهستان ینگجه
بخش حومه واقع شده‌است.این روستا ۶۶۰ نفر جمعیت دارد.